# أوري غوردين

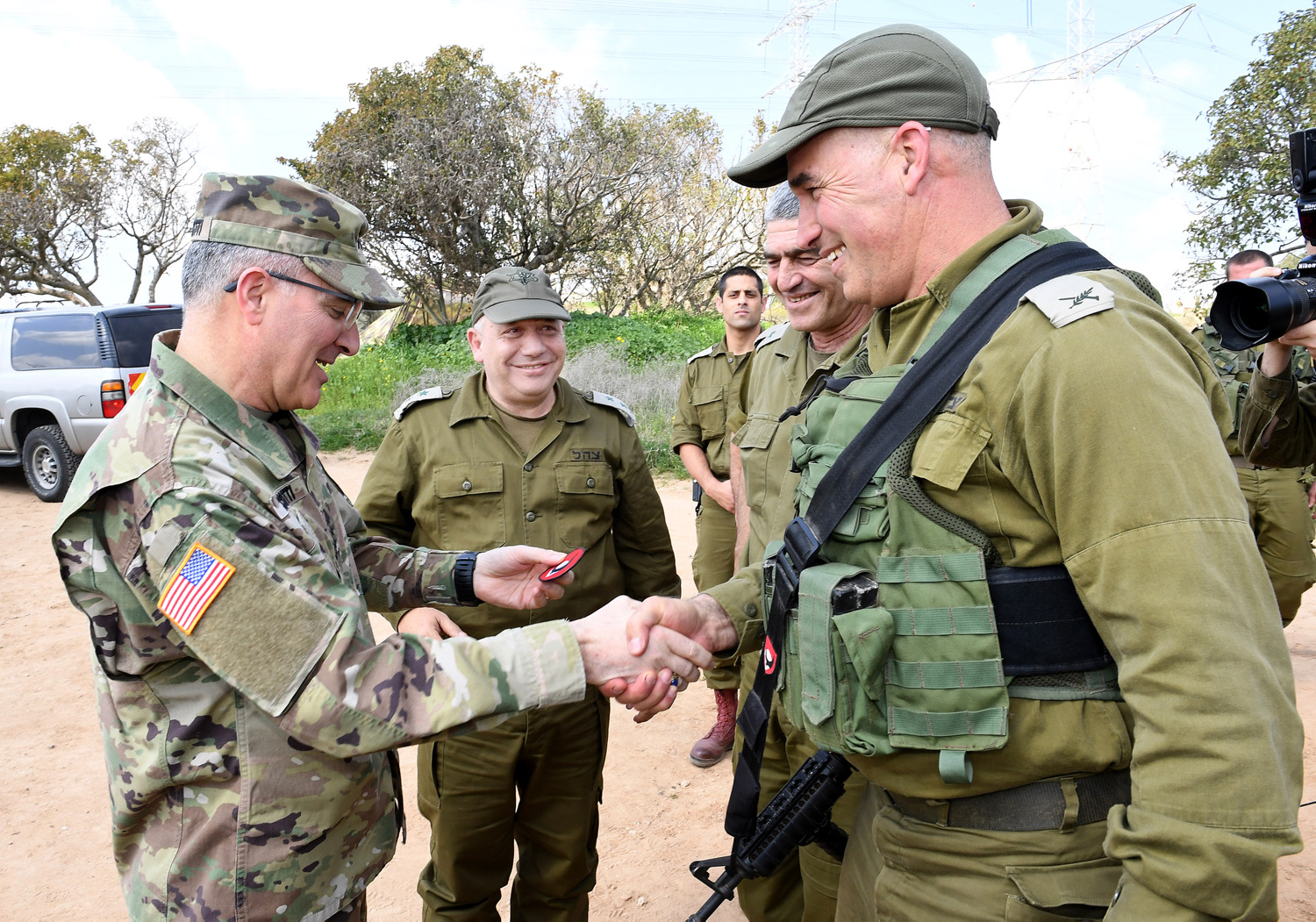
قائد تشكيلة هئيش أوري جوردين (يمين) مع قائد قيادة العمق تال روسو ورئيس الأركان غادي آيزنكوت وقائد القيادة الأوروبية للولايات المتحدة الجنرال كيرتس سكافروتي

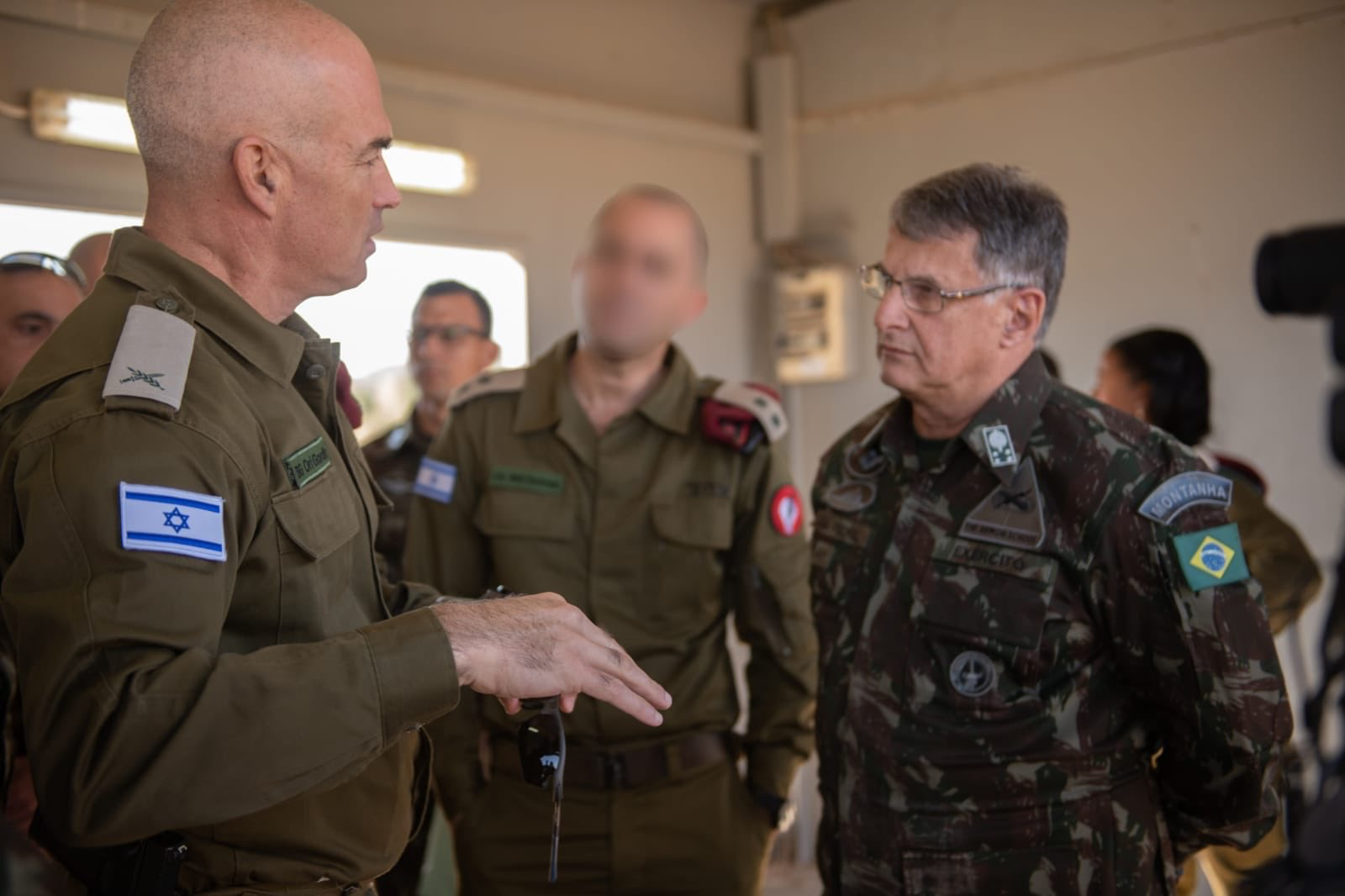
أوري جوردين يتحدث مع قائد القوات البرية للجيش البرازيلي الجنرال إدسون ليل بوجول، ديسمبر 2019.

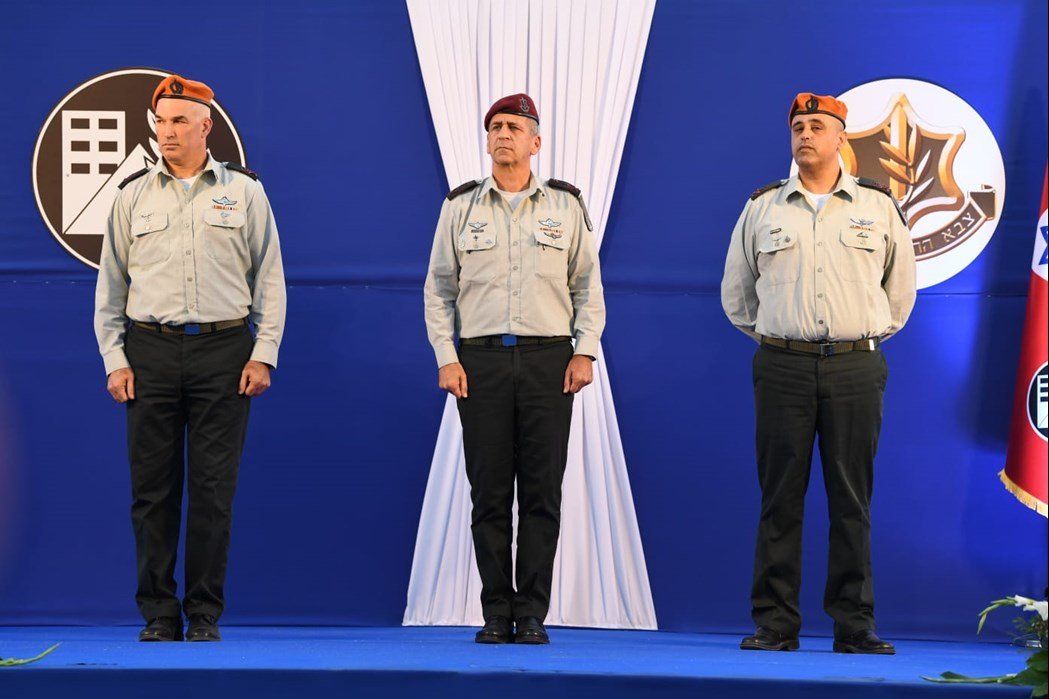
مراسم تبادل لقائد الجبهة الداخلية : من اليمين إلى اليسار: قائد الجبهة الداخلية المنتهية ولايته تامر يداي ورئيس الأركان أفيف كوخافي وقائد الجبهة الداخلية الداخل أوري غوردين

وُلد أوري غوردين في يوليو 1969 وهو ضابط في الجيش الإسرائيلي برتبة لواء، حيث يشغل منصب قائد المنطقة الشمالية. وقبل ذلك، شغل منصب قائد الجبهة الداخلية في جيش الدفاع، ورئيس هيئة أركان قيادة القوات البرية، وقائد تشكيلة هئيش، وقائد لواء ناحال، وقائد اللواء 55 وقائد وحدة استطلاع هيئة الأركان العامة (سايرت متكال).

## سيرة شخصية
غوردين هو ابن هيلل وراحيل. وُلد في مدينة سان دييغو، بولاية كاليفورنيا الأمريكية، حيث أقام والداه أثناء فترة دراساتهما. في عام 1971، عادت عائلته إلى إسرائيل ونشأ وترعرع في كيبوتس يوتفاتا.
بعد عام من الخدمة كمدرب شاب في العفولة، تجند للجيش الإسرائيلي في نوفمبر 1988 وتطوع في وحدة استطلاع هيئة الأركان العامة (سايرت متكال). بعد دورة أغرار المظليين، مر بمسار تدريبي كمقاتل في الوحدة ثم انطلق إلى دورة ضابط المشاة. في نهاية الدورة، عاد إلى وحدة استطلاع هيئة الأركان العامة وعيِّن قائدًا لفريق. وقد شغل فبما بعد منصب قائد لواء مقاتلين. ثم تم تعيينه نائبًا لقائد الوحدة.
تمت ترقيته لاحقًا إلى رتبة مقدم وعيِّن رئيسًا لفرع التخطيط في قسم العمليات الخاصة التابعة لشعب الاستخبارات العسكرية، حيث شغل هذا المنصب، من بين أدوار أخرى، إبان حرب لبنان الثانية. خلال الحرب، شغل منصب أحد قادة القوات في عملية "حاد فيحالاك" في منطقة "بعلبك" الواقعة في البقاع اللبناني. وفيما بعد تم تعيينه قائدًا لوحدة استطلاع هيئة الأركان العامة (سايرت متكال)، حيث شغل هذا المنصب بين العامين 2007 و2010. وفي شهر سبتمبر 2009، أثناء خدمته كقائد للوحدة، تمت ترقيته إلى رتبة عقيد تقديرًا لأداء الوحدة تحت قيادته، كما وحصلت الوحدة على وسام شرف من رئيس هيئة الأركان العامة لنشاطها العملياتي الخاص. بعد مغادرته المنصب التحق بالدراسات في الولايات المتحدة.
في عام 2011 تم تعيينه قائدًا للواء 55، وتزامنًا مع ذلك هو شغل منصب قائد قسم قادة الكتائب في دورة قادة السرايا وقادة الكتائب، وتولى مناصبه حتى مايو 2014. في التاريخ الموافق 22 مايو 2014، تم تعيينه قائدًا للواء ناحال، حيث قاد اللواء، من بين أمور أخرى، في عملية شوفو أخيم وعملية الجرف الصامد، وفي التاريخ الموافق 28 مايو 2015، غادر منصبه. في التاريخ الموافق 2 يوليو 2015، تمت ترقيته إلى رتبة عميد وعيِّن قائدًا لتشكيلة هئيش، وخلال توليه المنصب تم تأسيس لواء عوز وإخضاعه تحت قيادته لتشكيلة هئيش. وقدر غادر منصبه في التاريخ الموافق 16 نوفمبر 2017. في أبريل 2018، تم تعيينه رئيسًا لهيئة أركان قيادة الأركان البرية، وهو المنصب الذي شغله حتى 7 أبريل 2020.
في 11 مايو 2020، تمت ترقيته إلى رتبة لواء، وفي 19 مايو، تولى منصبه كقائد للجبهة الداخلية، حيث شغل هذا المنصب، من بين أمور أخرى، خلال فترة جائحة كورونا وعملية حارس الأسوار. وقد شغل هذا المنصب حتى 18 يوليو 2022. في 11 سبتمبر 2022، تم تعيينه قائدًا للمنطقة الشمالية في الجيش الإسرائيلي.

## الحياة الشخصية
يسكن غوردين في موشاف ستريا، وهو متزوج من ميري ولديه ثلاثة أطفال. وهو صاحب درجة البكالوريوس في الهندسة الكهربائية من جامعة تل أبيب، ودرجة الماجستير في الإدارة العامة من جامعة هارفارد، حيث درس في إطار برنامج صندوق فكسنر.
- أمير بوخبوط, ״הקודקוד החדש של סיירת מטכ"ל״, على موقع nrg, 12 نوفمبر/ تشرين الثاني 2006
- روني جانسال, "למרות הקיצוץ: תרגיל מורכב בצה"ל הסתיים היום", على موقع mako, 20 يونيو/ حزيران 2013
- يوخاي عوفر, "מפקד הנח"ל הבא נחשף: א' מסיירת מטכ"ל", على موقع nrg, 6 فبراير/ شباط 2014
- أمير بوخبوط، ״מח"ט הנח"ל: "ניסו לחטוף לנו חיילים ללא הצלחה",على موقع والا!, 22 يوليو / تموز 2014
- أمير بوخبوط, "אין כוח שעצר אותנו בעזה, אבל לא נפעל כמו דאעש",على موقع والا!, 30 أغسطس/ آب 2014
- ليلاخ شوفال, "אי אפשר להילחם בהליכה על ביצים"على موقع اسرائيل هيوم, 29 مايو / أيار 2015
- اور هيلر, חטיבת הקומנדו החדשה, "اسرائيل ديفنس", 10 مايو / أيار 2016
- يوسي يهوشع وريؤوفن فايس، "חטיבת הקומנדו היא כלי שהיה חסר לנו מאוד. גם ללחימה בעזה", على موقع يديعوت احرونوت، 27 يناير/ كانون الثاني 2017
- أمير بوخبوط, האיש שהקים את חטיבת הקומנדו מסכם קדנציה: "כולם רוצים אותנו ראשונים", على موقع والا!, 16 نوفمبر/ تشرين الثاني 2017
- עמנואל מורנו - אזכרה במלאת 12 שנים לנפילתו. תת אלוף אורי גורדין נושא דברים לזיכרו, فيديو على موقع يوتيوب (طول: 18:53)
- بن كاسبيت, "אין שום תסכול מזה שזה נפל דווקא עליי", على موقع معارسيف اونلاين, 27 سبتمبر/ ايلول 2020

رسائله

- "הוא משפיע עלינו עד היום" ، في بماخنيه ، 20 مارس / آذار 2014 ، موقع "فريش"
- "משרתי המילואים הראו לנו: יש על מי לסמוך", على موقع اسرائيل هيوم, 6 ديسمبر/ كانون الاول 2020
- ״חלקי הלב החסרים מצווים עליי להמשיך בדרכי״, على موقع اسرائيل هيوم, 13 ابريل/ نيسان 2021

## الحواشي
1. أمير بوخبوط, ״הקודקוד החדש של סיירת מטכ"ל״, على موقع nrg, 12 نوفمبر/ تشرين الثاني 2006
2. يوخاي عوفر, "מפקד הנח"ל הבא נחשף: א' מסיירת מטכ"ל", على موقع nrg, 6 فبراير/ شباط 2014
3. روني جانسال, "למרות הקיצוץ: תרגיל מורכב בצה"ל הסתיים היום", على موقع mako, 20 يونيو/ حزيران 2013